# José Charters de Azevedo Lopes Vieira
José Charters de Azevedo Lopes Vieira (Leiria, 10 de Outubro de 1880 — 28 de Julho de 1943) foi um jurista e magistrado judicial que exerceu as funções de deputado e de governador civil do Distrito da Horta durante um curto período (de 4 de Abril de 1914 a 6 de Janeiro de 1915) na vigência da Primeira República Portuguesa.